# 曾獻瑩
曾獻瑩（英語：Tseng Hsien-Ying，1976年3月6日—），是臺灣彰化縣出生的政治人物，中國國民黨籍，現任台北市第六選區（大安區、文山區）議員。國立臺灣大學工商管理學系企業管理組學士、國立臺灣大學企業管理學Global MBA碩士。曾擔任立法委員賴士葆青年總顧問。曾任台積電工程師，在職期間獲得台積電卓越工程師獎，並領有多項專利獎項。曾任臺北市大安區龍安國民小學105年度家長會會長、臺北市國小學生家長會聯合會顧問、第15屆理事及該聯合會性別平等教育委員會總召。著有《用對愛之語》、《這樣養寵物，家庭超幸福》等暢銷書。

## 經歷

### 早年生涯
曾獻瑩是家中長子，四歲時父親病逝，後陸續於台中一中和國立台灣大學工商管理學系畢業。
大學畢業後，於台積電擔任工程師，曾獲得台積電卓越工程師獎項及多項專利獎項。但此時曾獻瑩自認對人生感到失望，直到有一天他路過台灣信義會台北真理堂，被門口「詩篇128篇」的文宣吸引，加入教會。2003年至2008年間，積極投入教會活動。並於2005年從台積電離職，成為台北真理堂傳播部負責人。

### 公共事務參與
2010年起，曾獻瑩開始配合教會的理念，全程參與宣傳「守約、守貞、守份、守承」等家庭價值觀的「活力台灣、幸福家庭、快樂義走」活動。
2015年9月，加入信心希望聯盟，並於該黨擔任中執委和家庭政策工作會主委，並代表該黨參選2016年1月的臺北市大安區立委選舉，以「家庭主流化政策」為主要政見，但未能當選。
曾任下一代幸福聯盟理事長、信心希望聯盟中央執行委員。為臺灣堅持婚姻定義為一男一女的知名人物，2018年發起「適齡性平教育公投」與「民法婚姻以外立法形式規範同性結合公投」，最後透過公投綁大選讓上述兩項公投成案。此後仍持續投入家庭主流化運動的倡議活動，並在105學年度（2016年9月至2017年9月）成為臺北市國小學生家長會聯合會理事、性平教育委員會總召和家長代表，參與家庭教育和性別平等教育等議題。
2022年投入中國國民黨台北市議員初選失利後，報請黨中央以無黨籍身分參選第六選區（大安、文山區）議員。2022年11月，曾獻瑩最終以第三高票（21,888票）當選台北市議會第六選區議員。

## 擔任臺北市議員期間
預防兒少手機成癮
2023年，曾獻瑩議員召開記者會公布「2023兒少手機成癮問卷調查」。表示「男孩子最容易成癮於網路電玩及網路色情，女孩子則是交友與追劇。建議家長要多向孩子表達愛與陪伴，並善用手機管理軟體，為孩子設定每日使用手機時間上限，並可針對特定程式加以限制。」對此，臺灣青年民主協會則舉出《Pediatric Research》期刊發表的論文提醒「許多家長認為科技設備干擾社交互動，使孩子出現問題行為。然而，研究認為因果關係不明確，反而更可能是父母因為沉浸在科技中，使他們的孩子更容易發生行為問題。」
嗣後，臺北市議會第14屆第1次定期大會質詢過程中曾獻瑩議員提出中國大陸地區針對未成年人的「每周3天」、「1天遊玩上限1小時」的「防沉迷」規則，請蔣萬安市府團隊承諾預防兒少手機成癮，而市長蔣萬安承諾將會列為「施政重要的一環」。
關注國中會考英聽測驗公平性
2024年，針對國中會考英語聽力測驗期間發生設備異常與噪音干擾事件，曾獻瑩要求教育局強化監考指引，明確規範重新播放時機，避免由監考人員自行判斷干擾程度，以維護考試公平。他亦建議中央檢討排考順序，避免安排於學生情緒較浮動的時段。
關注代理教師壓力與支持機制
2025年北市代理教師墜樓事件引發關注，曾獻瑩呼籲教育局啟動心理輔導機制，並指出北市小學高年級導師中代理教師占比高，平均年資短，面臨班級經營壓力。他建議強化培訓與支持系統，保障學生與教師心理健康。
幼兒教育政策倡議
2025年，曾獻瑩針對台北市公立幼兒園招生制度提出改革建議。面對報名人數減少及部分園所招生壓力，曾主張引入多志願填報制度，提升家長選擇彈性與就學滿意度，並促進資源配置優化。他亦關注準公共幼兒園招生資訊不透明問題，呼籲市府強化招生資訊整合，協助家長掌握招生期程，減少錯失就學機會。
公共安全倡議
2025年，曾獻瑩針對臺北捷運電扶梯通行行為引發爭議提出關切。他引用家長與民眾反映，指出部分捷運站手扶梯因左右側通行觀念不一，導致推擠或擦撞事件。曾主張北捷應在宣導上明確標示「站穩踏階、避免走動」，以降低乘客安全風險，避免民眾自行判斷而產生衝突。

## 民意代表選舉

### 2022年中華民國直轄市議員及縣市議員選舉
| 號次 | 候選人 | 性別 | 政黨   | 得票數 | 得票率 | 當選標記 |
| ---- | ------ | ---- | ------ | ------ | ------ | -------- |
| 4    | 曾獻瑩 | 男   | 無黨籍 | 21,888 | 7.68%  |          |

### 2016年中華民國立法委員選舉
| 1        | 陳家宏   | 樹黨                    | 1,986票  | 1.24%                         |                               |
| 2        | 范雲     | 綠社 綠黨社會民主黨聯盟 | 56,766票 | 35.36%                        |                               |
| 3        | 龎維良   | 無黨籍                  | 2,963票  | 1.85%                         |                               |
| 4        | 趙衍慶   | 無黨籍                  | 3,212票  | 2.00%                         |                               |
| 5        | 林珍妤   | 台 台灣獨立黨           | 1,328票  | 0.83%                         |                               |
| 6        | 周芳如   | 無黨籍                  | 4,120票  | 2.57%                         |                               |
| 7        | 蔣慰慈   | 無黨籍                  | 271票    | 0.17%                         |                               |
| 8        | 鄭村棋   | 人民民主黨              | 4,927票  | 3.07%                         |                               |
| 9        | 曾獻瑩   | FH 信心希望聯盟         | 4,826票  | 3.01%                         |                               |
| 10       | 蔣乃辛   | 中國國民黨              | 74,015票 | 46.10%                        | 當選                          |
| 11       | 古文發   | 大愛憲改聯盟            | 184票    | 0.11%                         |                               |
| 12       | 吳旭智   | 民國黨                  | 5,962票  | 3.71%                         |                               |
| 選舉日期 | 選舉日期 | 2016年1月16日           | 選舉人數 | 245,521人                     | 245,521人                     |
| 投票率   | 投票率   | 66.72%                  | 投票人數 | 有效：160,560人 無效：3,248人 | 有效：160,560人 無效：3,248人 |

## 性別議題主張

### 婚姻定義
2016年12月22日，曾獻瑩指出有少部分的民眾認為不應改變婚姻定義，但可另立法保障同性伴侶在醫療、財產處理上的權益。他認為同性婚姻目前在台灣是零共識議題，呼籲立法院停止審查，將同婚議題交付公投，應給予社會對話的時間與空間，且須提出影響評估報告。
2017年3月，在大法官釋憲言詞辯論前，與多位後同代表召開記者會，表示「同性婚姻修法攸關動搖社會價值觀，應該審慎思考」、「社會上仍有許多不同的同性戀生命經歷，必須納入釋憲的考量」。曾獻瑩指出，民法是由立法權依照社會演變跟社會共識所制訂，婚姻家庭制度應由全民來決定，若同婚議題僅由幾位大法官決定，恐有侵犯人民的權利與立法權利之虞。

### 家庭定義
在2016年立委選舉中，以「家庭主流化政策」做為競選政見主軸，並推出結合家庭價值推廣的桌遊、及以「愛我們的家」為主題的草地音樂會。主張制定任何政策都應跳脫個人主義，轉而進到家庭，考慮政策會不會傷害到家庭，或有無真正幫助到家庭。

### 教育制度
支持適齡性平教育
曾獻瑩曾於2016年至2017年間，擔任臺北市國小學生家長會聯合會性別平等委員會總召，多次參與家長會、下一代幸福聯盟所召開之記者會，指出目前在校園中出現的許多作爲多元性別教育的教材內容為「不當」性平教材，反對現行性別平等教育內容，認為國中小的性平教材中，現在的『性教育』只有在談『性』，但情感、婚姻、性和生育應該是一起談的。
2016年11月26日，以「同性婚姻對我們孩子教育的影響」為題，宣傳「尊重同志，但反對同婚、同志教材」的立場，提出兩大主張，包括「孩子性傾向會受到文化及教育影響」、「家長對孩子所受教育，有優先選擇的權利」。他指出，國中小教材教導的同志觀念，會使孩童面臨很大的壓力，以為不支持同性婚姻就是「恐同」、「基督教霸權」。因此他呼籲家長要團結，爭取各級教育機關的教材、性別等委員會的家長席次應達三分之一，以防教材誤導、影響孩子的性傾向。
2017年8月22日，針對「六成大學生有性經驗，且6%男性的初體驗發生於國小」的校園問卷調查結果，指出這是因為教科書沒有強調從事性行為風險的後果，導致青少年會輕易嘗試性行為。目前的性平教育並不適齡，甚至試圖淡化性行為伴隨的風險。他以國小三年級的保險套課程為例，指出這階段的孩童身體未發生變化，根本就還不需要用到保險套，並強調教導「正確的性觀念」和「懂得尊重他人」是兩回事，太早教孩子複雜的性觀念，反而會驅使孩子好奇而去嘗試性行為。
2018年1月31日，曾獻瑩發起「適齡性平教育公投」，該公投題目經補正後，主文為「你是否同意在國民教育階段內（國中及國小），教育部及各級學校不應對學生實施性別平等教育法施行細則所定之同志教育？」。曾獻瑩在發起公投記者會中提出三點公投理由：第一，適齡性平教材符合多數家長的想法，自2016至2017年，全台已有13個縣市的市議會提案反對不當性平教材，其中家長對國中小學生接受同志教育的反彈聲浪最大；第二，同志教育涵蓋多元情慾、性別光譜等內容，不適合心智發展不成熟或身心快速變化的青春期學生；第三，教育部正研擬的12年國教課綱，規劃讓國小學生，從小認識性傾向、性別認同的多元面貌，將會影響學生的身心發展，帶來性別混淆的問題。對於曾獻瑩提出的公投，婚姻平權大平台立法遊說經理鄧築媛表示遺憾，她認為就是因為過去未落實性平教育，以及多元性別教育未透過社會教育落實於各個年齡層，才會有團體提出這樣的公投。
在公投聽證會中，他解釋發起公投是為了保護兒少身心發展，他以「性別光譜」為例，指出現行教學內容僅告訴學生可以做變性手術，卻沒告訴學生「變性是不可逆、高風險、甚至有生命危險的手術」，並主張「同志教育給台灣帶來很多負面的影響，很可能為國小學生帶來嚴重性別認同混淆、影響孩童性傾向跟身心發展」。他強調這個公投並不是要霸凌誰或歧視誰，而是期望教育能比照電影分級制度，給孩子最適齡的性平教育，不過實際上的效應卻是助長歧視、性騷擾與性侵。
家長教育參與權與選擇權
曾獻瑩主張，家長對孩子在學校所受的教育內容，有優先選擇的權利，他鼓勵家長應積極參與學校事務，若發現不適合的性平教材或課程，可於班親會或家長會代表會時提出。同時也鼓勵家長深入了解國教107課綱，若發現有問題應跟校方和教育主管單位反映。
對於家庭教育法的修法方向，主張「家庭教育推展會」應納入法定家長團體代表，認為「親師合作才是孩子的福音，沒有家長的參與，家庭教育法形同虛設」。他也批評教育部的家庭教育法修正草案不僅未保障家長參與，甚至要把家長移除。他直言「過去教育部推動許多政策跟內容，都遭遇家長強烈反對，希望教育部不要重蹈覆轍。」

## 外部連結
- 曾獻瑩的Facebook專頁
- 官網：政治從家開始 - 曾獻瑩 （页面存档备份，存于）